# Махмуд аль-Алуси
Махму́д Шихабудди́н аль-Алу́си (араб. محمود شهاب الدين الآلوسي‎;
1802, Багдад — 1854, Багдад) — иракский писатель, богослов, религиозный деятель. Известный также по прозвищу Абу-с-Сана’ (араб. أبو الثناء‎ буквально — отец панегириков).

## Биография
Родился в декабре 1802 года в Багдаде. Был муфтием Багдада. Был одним из руководителей антиосманского восстания 1832 года. После подавления восстания полтора года провёл в тюрьме. Сочинил ряд богословских, нраво- и бытописательных произведений, написанных рифмованной прозой. Автор 9-томного комментария к Корану «Рух аль-Маани» и богословского трактата «Аль-Аджвиба аль-иракийя ан аль-Асиля аль-иранийя».
Известно также его философско-этическое произведение «Макамы» (1856/1857 год). «Макамы» относятся к эпистолярной литературе. В «Макамы» вплетены путешествия, послания, назидания, биография, мемуары и т. д. Аль-Алюси адресовал их своим сыновьям, желая подготовить их к критическому восприятию действительности, поделившись с ними жизненным опытом. Раздвинув жанровые рамки, аль-Алюси создал предпосылки для возникновения новой художественной прозы. Все прозаические произведения аль-Алюси написаны традиционной рифмованной прозой (садж). Аль-Алюси насытил свои произведения конкретными сообщениями, приблизив тем самым иракскую литературу к действительности.
Умер в 1854 году в Багдаде.

## Труды
- Рух аль-Маани фи тафсир аль-Куран аль-азим ва-ль-саб аль-масани (араб. روح المعاني في تفسير القرآن العظيم والسبع المثاني‎)
- Нашват аль-шамуль фи ас-сафар аля Истамбуль (араб. نشوة الشمول في السفر إلى إسلامبول‎ — «Опьянение универсальным знанием при путешествии в Стамбул») — издано в 1867 году.
- Нашват аль-мудам фи аль-авд иля Мадинат ас-Салам (араб. نشوة المدام في العود إلي مدينة السلام‎ — «Опьянение вином при возвращении в Город мира») — издано в 1876 году.
- Аль-Аджвиба аль-иракийя аля аль-Асиля аль-ляхуриях (араб. الأجوبة العراقية على الأسئلة اللاهورية‎)
- Аль-Аджвиба аль-иракийя ан аль-Асиля аль-иранийя (араб. الأجوبة العراقية عن الأسئلة الإيرانية‎)
- «Странное и удивительное вдали от родины и развлечение души в поездке, пребывании на чужбине и при возвращении» — издано в 1893 году[7].